# Gatufestivalen
Gatufestivalen är ett av namnen som används på centrala Enköpings stadsfestival. Bakgrunden är en årlig karneval som hölls under hela 1980-talet.[källa behövs] Karnevalen byttes under 1990-talet till Gatufesten - en helt typisk stadsfestival på Stora Torget och Stadshotellet. Scen för lokala band fanns då på Stadshotellets bakgård och välkända artister uppträdde på en större scen på Stora Torget. Under 2000-talet började namnet Gatufestivalen användas.[källa behövs] Även senare år har det gamla namnet Gatufesten kommit i bruk. Gatufestivalen 2011 ställdes in.
Arrangemanget har hela tiden hållits under sommarlovet.